# Conte di Courtown
Il titolo di Conte di Courtown è un titolo nel Parìa d'Irlanda. Venne creato nel 1762 per James Stopford, I barone di Courtown. In precedenza aveva rappresentato la Contea di Wexford e Fethard nella camera dei comuni irlandese.
Stopford era già stato creato barone Courtown nel 1758 e fu fatto visconte Stopford nello stesso anno che gli fu dato il titolo di conte. Gli succedette il figlio maggiore, il secondo conte. Fu un politico Tory e servì sotto William Pitt il giovane come Treasurer of the Household (1784-1793). Nel 1796 venne nominato barone Saltersford, il che gli diede un posto nella Camera dei lord.
Anche suo figlio maggiore, il terzo conte, era un politico Tory. Gli succedette il figlio, il quarto conte. Egli rappresentò la Contea di Wexford nella camera dei comuni. Suo figlio, il quinto conte, fu vice luogotenente della Contea di Wexford. Gli succedette il figlio, il sesto conte, che fu Lord luogotenente di County Wexford. Suo figlio, il settimo conte, fu maggiore del British Army.
A partire dal 2014 i titoli sono detenuti da nipote di quest'ultimo, il nono conte, che succedette al padre nel 1975.
La residenza ufficiale è Courtown House, vicino a Gorey.

## Conte di Courtown
- James Stopford, I conte di Courtown (1700–1770)
- James Stopford, II conte di Courtown (1731–1810)
- James Stopford, III conte di Courtown (1765–1835)
- James Stopford, IV conte di Courtown (1794–1858)
- James Stopford, V conte di Courtown (1823–1914)
- James Stopford, VI conte di Courtown (1853–1933)
- James Stopford, VII conte di Courtown (1877–1957)
- James Stopford, VIII conte di Courtown (1908–1975)
- James Stopford, IX conte di Courtown (1954)